# Acclaimed Music
Acclaimed Music és un lloc web creat per Henrik Franzon, un estadístic d'Estocolm, Suècia el setembre de 2001. Franzon ha agregat estadísticament centenars de llistes publicades que classifiquen cançons i àlbums en classificacions agregades per any, dècada i tots els temps. Llistes que envien els lectors de revistes o llocs web queden exclosos de l'agregació. L'autor Michaelangelo Matos escriu que "els mètodes de Franzon són imperfectes, però tal com van els indicadors de l'atractiu crític general, és difícil de superar."
L'any 2020, les llistes agregades del lloc situaren Pet Sounds de The Beach Boys (1966) com l'àlbum més ben valorat de tots els temps, i «Like a Rolling Stone» de Bob Dylan (1965) com la cançó més ben valorada de tots els temps. A més, The Beatles es situaren com la banda més aclamada, Dylan com l'artista solista masculí més aclamat i Madonna com l'artista femenina més aclamada.